# Alexandrijn
Een alexandrijn is in de Franse klassieke poëtische traditie een versregel van twee hemistiches van ieder zes lettergrepen met in het midden een cesuur. In de Nederlandse (en in navolging daarvan bijvoorbeeld ook de Duitse) traditie is een alexandrijn een
zesvoetige jambische versregel, die uit zes jamben bestaat, met eventueel een cesuur na de derde. Ook als die zes jamben worden gevolgd door nog één onbeklemtoonde lettergreep (bijvoorbeeld vanwege het gebruik van vrouwelijk rijm) wordt nog steeds van een alexandrijn gesproken.
De alexandrijn is genoemd naar de Roman d'Alexandre van Alexandre de Bernay. Hij werd in de Nederlandse poëzie de dominante vorm rond het jaar 1600 voor bijvoorbeeld toneel en veel dichtgenres. Pas gaandeweg werd hij vervangen door de zogeheten pentameter met vijf jamben in plaats van zes. Inmiddels wordt hij nog zelden toegepast (een recente uitzondering vormen de gedichten in de bundel 'Idyllen' van Ilja Leonard Pfeijffer). De Nederlandse alexandrijn is een voorbeeld van een hexameter en wordt ook wel heroïsch vers genoemd.
Voorbeelden
In ’t woest en eenzaam veld, begroeid met ruigt’ en heggen
(Joost van den Vondel)
De Zee, de Zee, klotst voort in eindeloze deining
(Willem Kloos)

## Trivia
- In het stripverhaal Asterix en Cleopatra komt de Egyptenaar Tekenis uit Alexandrië naar Gallië. Hij begroet Panoramix met een zin die uit zes jamben bestaat: "Je suis, mon cher ami, très heureux de te voir". Panoramix reageert met "Dat is een alexandrijn", in het midden latend of dat slaat op de begroeting of op de bezoeker.